# Flying P-Liner

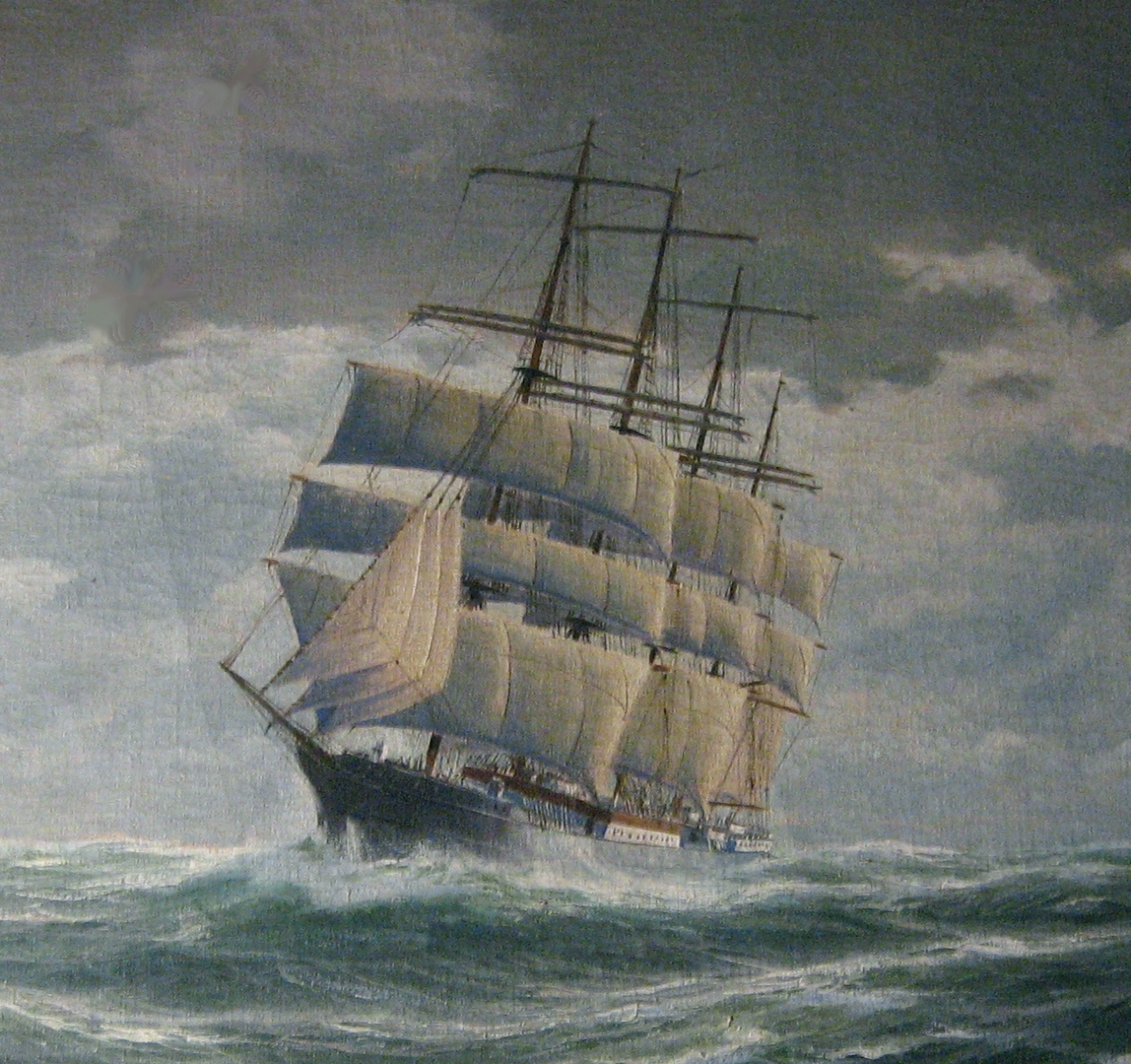
La Peking in navigazione nell'Atlantico.

Le Flying P-Liner erano grandi navi a vela appartenenti alla compagnia di trasporti marittimi F. Laeisz di Amburgo.
Il nome deriva dal fatto che avevano tutte un nome iniziante con la lettera P. Alcune di esse, convertite in nave scuola o nave museo, sono tuttora esistenti. Nel periodo 1857-1926 ne furono costruite oltre cento.

## Storia
La società Reederei F. Laeisz venne fondata nel 1824 ad Amburgo da Ferdinand Laeisz (1801-1887). La prima nave fu il brigantino a tre alberi Carl (il nome di suo figlio), costruita nel 1839 ad Amburgo. Dopo soli cinque anni fu venduta per mancanza di redditività. 
Nel 1852 suo figlio Carl subentrò alla guida della società e nel 1857 ordinò la costruzione di un brigantino a palo nel cantiere Stülcken di Amburgo. La nave fu varata nel 1862 con il nome Pudel ("barboncino" in tedesco), soprannome dato a sua moglie Sophie dalla famiglia di origine.
A partire dal 1880 la società si specializzò nel commercio di nitrati con paesi dell'America del Sud. Tutti i successivi velieri costruiti, ed anche quelli acquistati, furono "battezzati" con nomi inizianti con la lettera P, e la società diventò nota con il soprannome "Flying P-Liner" (abbreviato spesso con le iniziali F.L.).
La società F. Laeisz fece costruire la maggior parte dei grandi velieri dell'epoca, tra cui i primi con chiglia in acciaio. Nel 1904 il veliero a cinque alberi Potosí fece la traversata dal Cile all'Inghilterra, doppiando capo Horn, in soli 57 giorni, un record per allora. Le navi a cinque alberi si rivelarono poco adatte per la navigazione oceanica e alcune di esse, tra cui la Peking e la Passat, furono trasformate in velieri a quattro alberi.
Durante la prima guerra mondiale molte navi della F.L. furono messe all'ancora per ragioni di sicurezza in porti del Cile e alcune furono sequestrate dai paesi vincitori come indennità di guerra. Dopo la fine della guerra la F.L. ne costruì altre e riacquistò molte di quelle sequestrate. Verso la fine degli anni venti la redditività dei grandi velieri calò notevolmente. L'ultima Flying P-Liner, la Padua, fu costruita nel 1926. Alcune di esse, tra cui la Pamir, furono vendute. La società F. Laeisz convertì la propria flotta con navi a vapore.

## La società F. Laeisz oggi
La società F. Laeisz è tuttora attiva nel settore dei trasporti marittimi. 
La flotta comprende attualmente (2013):
- 21 navi portacontainer. La Peene Ore, ammiraglia della flotta, ha una lunghezza di 322 metri e una portata di 155 tonnellate
- 2 navi gas carrier, entrambe di 40.100 ton
- 7 navi per trasporto autoveicoli (car carrier)
- 3 navi Roll-on/Roll-off
- 5 navi per ricerche oceanografiche

## Galleria d'immagini

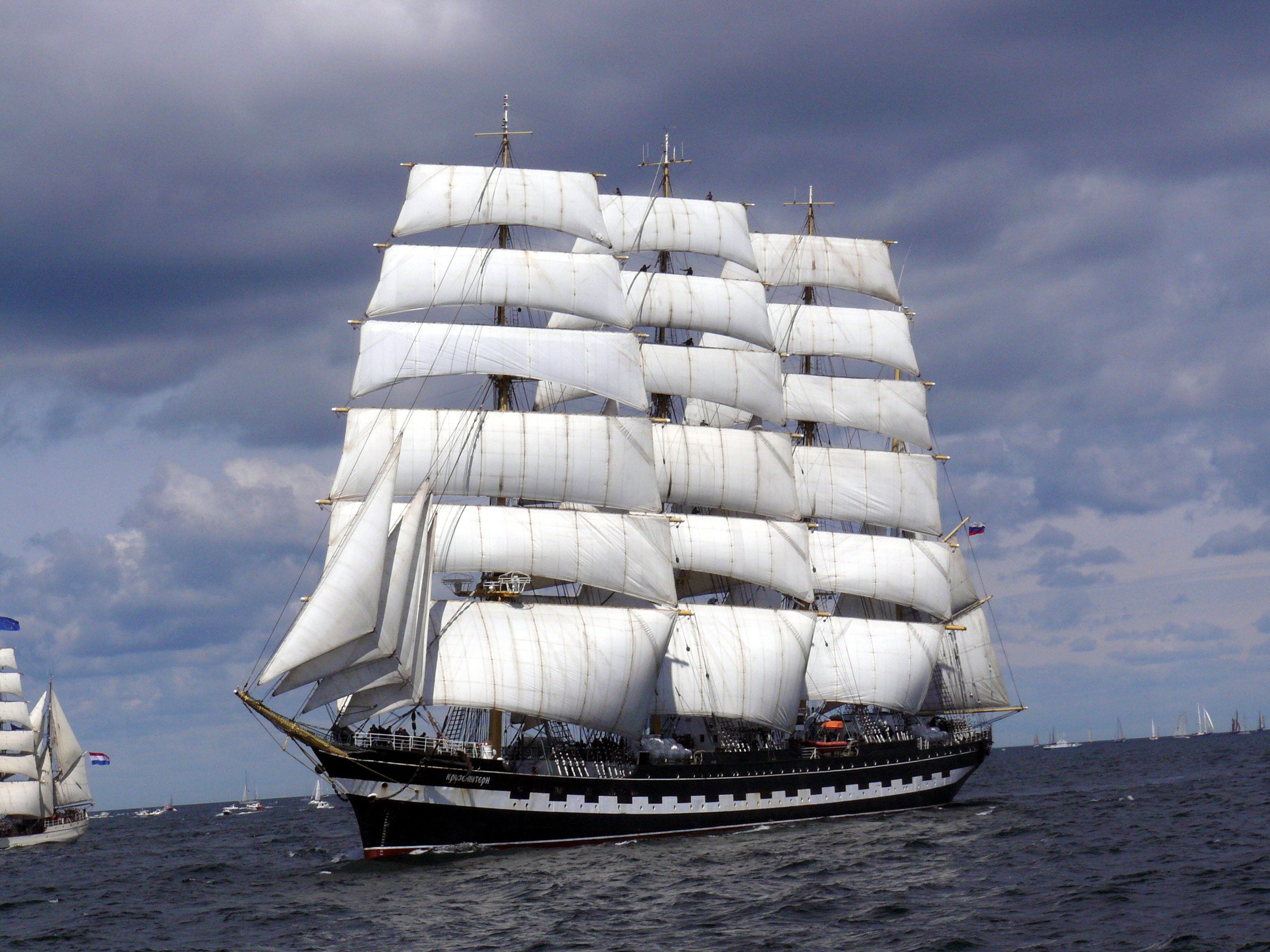
La Kruzenstern (ex Padua), oggi nave scuola della Marina militare russa
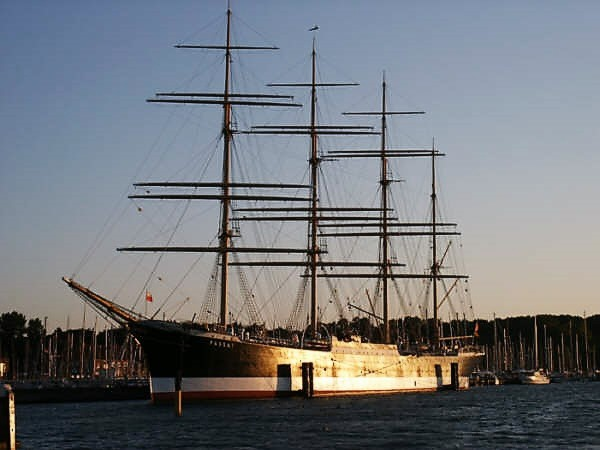
La Passat à Lubecca
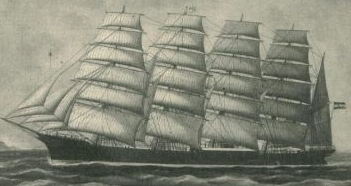
La Flora (ex Potosi)